# Йоханес Бласковиц
Йоханес Албрехт Бласковиц (на немски: Johannes Blaskowitz) (1883 – 1948) е германски офицер, служил през Първата и Втората световна война, генерал-полковник и кавалер на орден Рицарски кръст с дъбови листа и мечове.

## Биография

### Ранни години
Йоханес Бласковиц е роден на 10 юли 1883 г. в Патерсвалд, Вехлау (днешна Калининградска област) в семейството на лутеранския пастор Херман Бласковиц. От 1894 г. се присъединява към Кошалинското кадетско училище, а малко след това е приет в училище в Лихтерфелд, Берлин. През 1901 г. стартира военната си кариера като офицерски кандидат, от 18-и пехотен полк „Фон Гролман“, разположен в Острода, Източна Прусия.

## Първа световна война
По време на войната служи на Източния и Западния фронт, както и в Генералния щаб на армията. Малко преди края ѝ е издигнат до пехотен командир и награден с Железен кръст II и I степен, Ордена на „Хоенцолерните“ – с мечове, и Значка за раняване.

### Между световните войни
Службата му през Първата световна война, му осигурява значително място в следвоенния Райхсвер по време на Ваймарското управление. След като нацистите поемат властта по-късно, отношението му към насилието и властта им става безразлично, като смята, че въоръжените сили трябва да бъдат „политическо-неутрални“.
От 1939 г. командва германските части във вече окупираните Австрия и Чехословакия, за което е повишен в чин генерал от пехотата и назначен за командир на 8-а армия – точно преди избухването на Втората световна война.

## Втора световна война
В началния етап на Полската кампания неговата армия участва в Бзурската битка и Обсадата на Варшава, за което на 20 октомври 1939 г. е награден с Рицарски кръст (Ritterkreuz Des Eisernen Kreuzes), повишен до звание генерал-полковник и зачислен към главното командване на източния фронт.
Като военен от старата школа, Бласковиц често следи контрола на хората под негово командване, отношенията им с цивилното население и остава възмутен от зверствата, извършвани от СС и айнзацгрупите срещу евреите. Между ноември 1939 и февруари 1940 г. дори пише няколко доклада до Върховното командване, в които описва подробно жестокостите на СС в Полша и тяхното нагло отношение, въздействащо върху войниците на Вермахта. Въпреки това, неговите протести не водят до осъждане на подобни поведения, а само му печелят вражда с лидерите на СС Ханс Франк, Райнхард Хайдрих, Хайнрих Химлер и дори от Адолф Хитлер, а началникът на щаба Алфред Йодл ги определя като наивни и „ненужни“.
През май 1940 г. е командир на 9-а армия, с която взима участие в сраженията по френската граница. След това е зачислен към резерва на армията, а от октомври същата година поема командването на 1-ва армия, разположена в Северна Франция. На 18 ноември главнокомандващият армията фон Браухич изпраща първия мемоариум, адресиран до Хитлер, с който започва и тирадата на Бласковиц, денонсирана за загриженоста на справедливия процес като „детински“ и показващ презрението си към „Спасението на армията“. В резултат на това се озовава в черния списък на Хитлер, за което е освободен от командния си пост, на 29 май 1940 г.
4 г. по-късно е привикан отново в армията, като поема командването на група армии „Г“, с която се сражава в Елзас, Франция. През октомври същата година е награден с Дъбовите листа (№ 640) към Рицарския кръст. С идването на април 1945 г. е назначен за главнокомандващ на войските в Нидерландия, където си извоюва отличието Мечове (№ 146) към Рицарския кръст с дъбовите листа.
На 5 май е взет в плен от съюзническите сили.

## Нюрнбергски процеси и смърт
Обвинен е от Нюренбергския процес във военни престъпления, но се самоубива в затвора през 1948 г.

## Военни отличия
- Железен кръст (1914)
  - II степен (2 март 1914)
  - I степен (2 март 1915)
- „Орден Церигенски лъв“ III степен с мечове (Баден, 1915)
- Австро-унгарски „Орден за военни заслуги“ – III степен с военна декорация (10 февруари 1916)
- Баварски „Орден за военни заслуги“ IV степен с мечове (15 май 1916)
- Кръст на „Фридрих-Аугуст“ на княжество Олденбург II степен (26 май 1916)
- Кръст на „Фридрих-Аугуст“ на княжество Олденбург I степен (26 май 1916)
- „Орден за военни заслуги“ на „Вилхелм фон Брауншвайг“ II степен (4 юни 1916)
- Турска Галиполска звезда на Османската империя (11 юни 1917)
- „Орден на Хоенцолерните“ с Рицарски кръст и мечове (Прусия, 1 септември 1917)
- Кръст на честта (10 ноември 1934)
- Споменателен медал от 1 октомври 1938
- Закопчалка към Железния кръст
  - II степен (11 септември 1939)
  - I степен (11 септември 1939)
- Рицарски кръст с дъбови листа, мечове и диаманти
  - Носител на Рицарски кръст (№ 1) на 30 септември 1939 г.
  - Носител на Дъбови листа (№ 640) на 29 октомври 1944 г.
  - Носител на Мечове (№ 146) на 25 април 1945 г.
- Упоменат в ежедневния доклад на „Вермахтберихт“ (27 септември 1939)

### Източник на Вермахтберихт
| Дата              | Оригинален текст на немски език                                                                             | Превод на български                                                                           |
| ----------------- | --- | --------------------------------------------------------------------------------------------- |
| 27 септември 1939 | Der Oberbefehlshaber des Heeres hat den General Blaskowitz beauftragt, die Übergabeverhandlungen zu führen. | Главнокомандващия армията инструктира генерал Бласковиц да води преговорите по капитулацията. |